# Kamenná trouba
Kamenná trouba (Kamenka) je rybník, který se nachází ve přírodní rezervaci. Lokalita leží u silnice II/347 na křižovatce s komunikací III/34763 od Lipnice nad Sázavou a III/34764 k obci Řečice, v nadmořské výšce 457 m n. m. Po severní straně také vede cyklotrasa č. 1211 Senožaty – Lipnice nad Sázavou.
S rozlohou 21,7 ha tvoří necelou třetinu přírodní rezervace. Udávaná rozloha se v jednotlivých pramenech liší, pohybuje se od 19 ha přes 20 ha, 21 ha až 26 ha. Rybník je na seznamu významných vodních děl IV. kategorie v České republice.

## Vodní režim
Rybník je napájen od jihu Pstružným potokem, který teče od Kejžlice. Nad rybníkem vytváří biologicky cenné meandry. Na severní straně rybník opět opouští a odděluje se z něj mlýnský náhon.
Celkový objem rybníka Vc je 220 000 m³ a retenční objem pak Vr je 96 500 m³.

## Ochrana přírody
Rybník je součástí přírodní rezervace, která byla vyhlášena kvůli ochraně lučních biotopů. V rezervaci se také objevují vzácní vodní ptáci a jiní živočichové.

## Využití
Rybník je využíván k chovu ryb a k odběru vody pro průmyslové účely. K rekreaci je využíván ojediněle, ale v první polovině 20. století byl k těmto účelům hojně využíván a bylo u něj vybudováno koupaliště s písečnou pláží.

## Historie
Název kamenná trouba je odvozen od materiálu, z kterého byla zhotovena výpustní roura. S podobným názvem najdeme v Jižních Čechách rybník Kamenná roura.
Rybník Kamenná trouba je historicky poprvé doložen v polovině 18. století v seznamu rybníků lipnického panství, ale název Kamenná trouba je již zmiňován v roce 1595 v zemských deskách, kdy se uvádí, že Martin z Thurnu v roce 1594 prodal dědictví po otci Janu Rudolfovi Trčkovi z Lípy. Součástí obchodu byl i „mlýn, jenž slove pod Kamennou Troubou“. V té době se nemuselo jednat o současný rybník, ale jako Kamenná Trouba byl možná nazýván dnešní pstružný potok nebo jeho údolí.

## Pamětihodnosti
- Smírčí kříž v lese na východním břehu.[13]
- K rybníku se chodil koupat a rybařit Jaroslav Hašek[14][15].
- Podle pověsti na hrázi rybníka Švédové během třicetileté války převrátili vůz, na kterém vezli ukradené zvony z kostela v Řečici.[16]

## Galerie

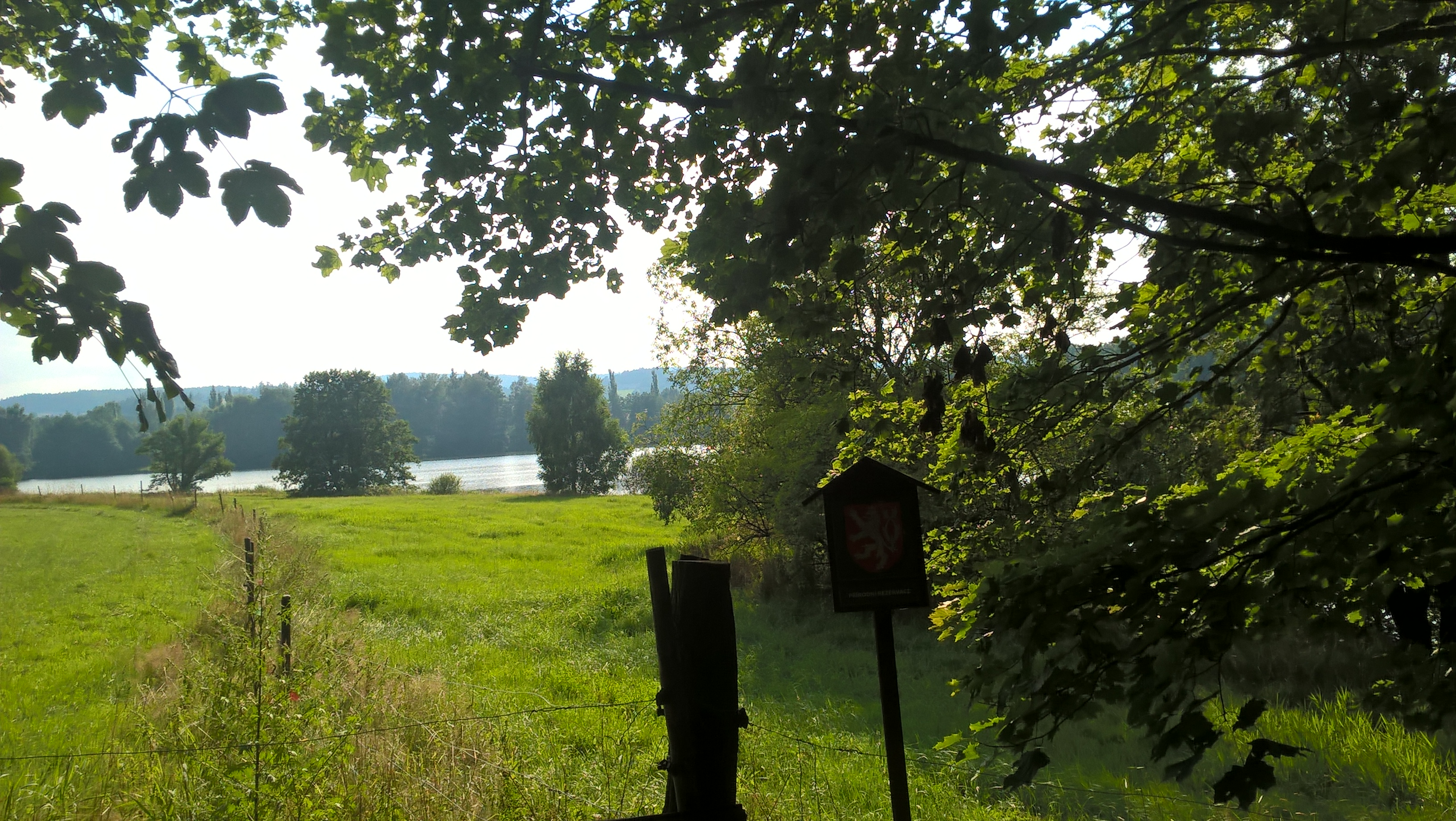
Louka s rybníkem v pozadí
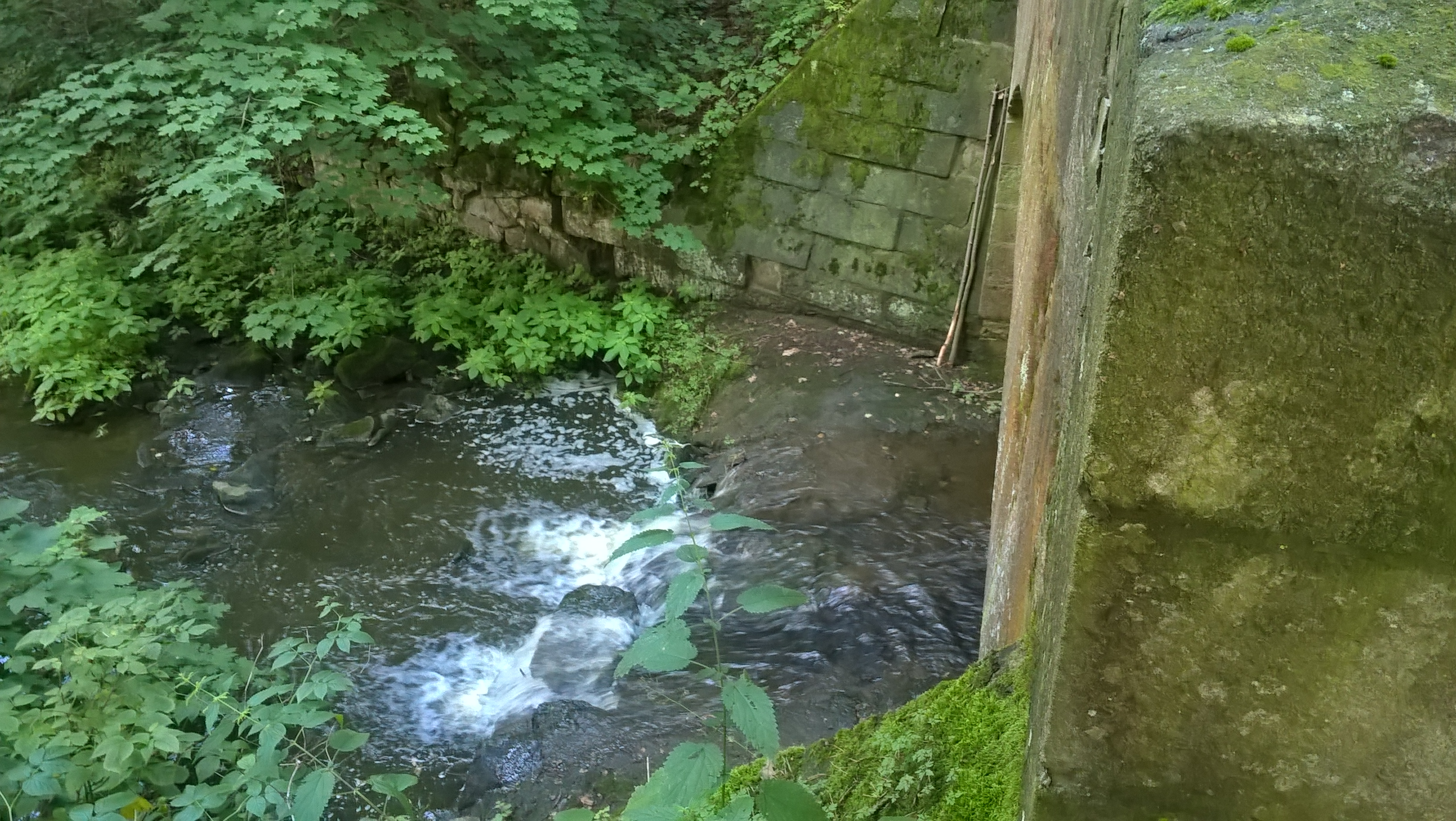
Pstružný potok pod Kamennou troubou